# Agrochola obscura
Agrochola obscura är en fjärilsart som beskrevs av Arnold Spuler 1907. Agrochola obscura ingår i släktet Agrochola och familjen nattflyn. Inga underarter finns listade i Catalogue of Life.